# Figurita Valenciana
La Figurita Valenciana es una raza de paloma doméstica propia del Levante español, principalmente de la Comunidad Valenciana. Es de tamaño muy reducido, siendo el representante más pequeño de las razas autóctonas de palomas y se caracteriza por presentar el cuello fino y arqueado, y el pico corto, fino y romo.